# Madison Westby
Madison Westby (* 2. April 1996 in Tulsa, Oklahoma) ist eine ehemalige US-amerikanische Tennisspielerin.

## Karriere
Westby begann mit acht Jahren das Tennisspielen und bevorzugte Hartplätze. Sie spielte hauptsächlich auf der ITF Women’s World Tennis Tour, wo sie zwei Titel im Doppel gewinnen konnte.
2018 unterlag sie mit ihrer Partnerin Chanelle Van Nguyen bei der mit 80.000 US-Dollar dotierten RBC Pro Challenge bereits in der ersten Runde der topgesetzten Paarung Desirae Krawczyk und Giuliana Olmos mit 5:7 und 0:6.

### College-Tennis
Westby spielte für das Damentennis-Team der University of Southern California.
In der College-Tennis-Saison 2015/16 unterlag sie im Finale der ITA National Summer Championships mit ihrer Partnerin Zoë Katz.

## Turniersiege

### Doppel
| Nr. | Datum            | Turnier      | Kategorie   | Belag     | Partnerin   | Finalgegnerinnen                  | Ergebnis |
| --- | ---------------- | ------------ | ----------- | --------- | ----------- | --------------------------------- | -------- |
| 1.  | 15. Februar 2014 | Tinajo       | ITF $10.000 | Hartplatz | Hadley Berg | Yoshimi Kawasaki Yumi Nakano      | 6:4, 6:2 |
| 2.  | 8. Dezember 2018 | Stellenbosch | ITF $15.000 | Hartplatz | Amy Zhu     | Patricia Böntgen Katharina Hering | 6:4, 6:2 |

## Persönliches
Madison ist die Tochter von Mark und Leslie Westby. Sie hat drei Brüder, Taylor, Briggs und Chase. Sie besuchte die Bishop Kelley High School in Tulsa.